# Adele Wesemal
Adele Wesemal, auch Wesemael, Pseudonym Hermine Wild (* 1825 in Mecheln, Vereinigte Niederlande; † 19. Juni 1893 in Rodaun) war eine in Wien lebende Schriftstellerin. 

## Leben
Nach zeitgenössischen Quellen stammte Wesemals Vater aus Brügge, ihre Mutter dagegen aus Gent. Aufgrund der familiären Begeisterung für die deutsche Literatur soll Wesemal schon als Kind Deutsch gelernt haben. Im Jahr 1850 soll sie nach Österreich gekommen sein. Nachdem sie bereits in Zeitungen Novellen publiziert hatte, konnte sie 1865 nach Vermittlung von Leopold Kompert eine zweibändige Sammlung von Erzählungen veröffentlichen.
Wesemal bewegte sich im Kreis um Marie von Ebner-Eschenbach und war mit Ida Fleisch befreundet. Ebner-Eschenbach bezeichnete sie als „ein großes, aber ungschliffenes Talent […,] eine Löwin vom Wirbel bis zur Sohle“, sie galt in ihrem Freundeskreis jedoch „als einigermaßen verrückt und lebensuntüchtig“.

## Werke
- Entwirrungen. Novelle. (1860[3])
- Erzählungen aus der Frauenwelt. 2 Bände. Litterarisch-artistische Anstalt, Wien 1865. (Volltext Band 1; Band 2)
  - darin: Eure Wege sind nicht meine Wege. (Volltext im deutschen Textarchiv)
- Sarah. Roman. 2 Bände. Rümpler, Hannover 1872.